# Kazem Darabi

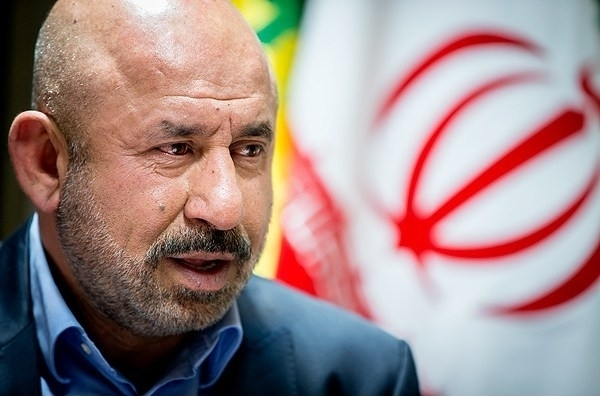
Kazem Darabi

Kazem Darabi Kazeruni (* 1964 in Kazerun, Iran, persisch کاظم دارابى) ist ein vom Berliner Kammergericht zu lebenslanger Haft verurteilter iranischer Geheimdienstmitarbeiter, der als Repräsentant der Hezbollah in den 1990er Jahren in Deutschland tätig war und als Drahtzieher des Mykonos-Attentats in Berlin-Wilmersdorf zu einer lebenslangen Freiheitsstrafe verurteilt wurde. Am 10. Dezember 2007 wurde Darabi nach 15 Jahren Haft vorzeitig entlassen und anschließend in den Iran abgeschoben.

## Leben
Darabi wurde im Iran als Sohn eines Kaufmanns und einer Hausfrau geboren. Mit zwei Brüdern wuchs er in Teheran auf und beendete die Schule mit einem dem Realschulabschluss vergleichbaren Abgangszeugnis. Nach der Revolution schloss er sich den neu gegründeten iranischen Revolutionsgarden (Pasdaran) an und durchlief eine militärische Ausbildung in einem ihrer Lager in der Nähe der Stadt Rascht. Trotz mangelnder Deutschkenntnisse reiste Darabi wahrscheinlich am 1. April 1980 mit einem Studentenvisum in die Bundesrepublik Deutschland. Er belegte kurze Zeit nach seiner Ankunft im September 1980 bis März 1981 einen sechsmonatigen Deutsch-Kurs mit einem darauf folgenden Praktikum. Zur Erlangung der Studienberechtigung absolvierte er zwei Semester im Winter 1981/1982 und anschließend im Sommer 1982 an der Fachhochschule Hagen. Am 24. April 1982 beteiligte er sich an dem Überfall auf das Inter 1 in Mainz und befand sich zwischen dem 21. Juli 1982 und dem 14. Oktober 1982 auf Grund einer Ausweisungsverfügung in Abschiebehaft. Der Iran intervenierte allerdings zu seinen Gunsten, woraufhin er von deutschen Behörden eine Duldung erhielt, die seinen weiteren Aufenthalt in Deutschland sicherte.
Im Frühjahr 1983 zog er nach Berlin, um ein Studium des Bauingenieurwesens im Wintersemester 1983/84 an der Technischen Fachhochschule aufzunehmen. Ende 1985 heiratete er die Schwester seines späteren Geschäftspartners, mit dem er ein Lebensmittelgeschäft und eine Bügelei im Berliner Stadtteil Neukölln betrieb. Das Geld für den Kauf der Geschäftsräume erhielt Darabi wahrscheinlich von Mitarbeitern der Iranischen Botschaft, für welche er geheimdienstlich tätig war. Darabi bezog zwei Wohnungen, eine in der Detmolder Straße im Berliner Stadtteil Wilmersdorf, in der er zeitweise iranische Geschäftsleute und Geistliche auf Deutschlandbesuch unterbrachte, sowie eine weitere Wohnung in der Weserstraße im Berliner Stadtteil Neukölln, in der er mit seiner libanesischstämmigen Frau und seinen drei Kindern (zwei Töchter, von denen die ältere an einer körperlichen Behinderung leidet, und ein Sohn) lebte.

## Tätigkeiten in Berlin
Seit 1983 betätigte sich Darabi im Auftrag des Iranischen Geheimdienstes (VEVAK) in dem Verein Islamischer Studenten Berlin-West e.V, in dem sich Befürworter der Islamischen Republik Iran sammelten. Ab 1984 war er im Vorstand des Vereins und im Dachverband der Union Islamischer Studentenvereine in Europa (UISA). Für die im Berliner Stadtteil Gesundbrunnen befindliche schiitische Imam-Dschaffar-Sadiq-Moschee erhielt Darabi seitens der Iranischen Botschaft die Leitung und war für die Organisation verschiedener Großveranstaltungen im Raum Berlin verantwortlich. Unter anderem organisierte er die alljährlichen Aschura-Feierlichkeiten und die Demonstrationen zum al-Quds-Tag. Darabi erhielt demnach täglich iranische Gelder, die er dementsprechend einsetzte.
Zu seinen wichtigsten geheimdienstlichen Tätigkeiten gehörte das Ausspähen von Gegnern des Teheraner Regimes und die Berichterstattung an die iranischen Behörden über oppositionelle Gruppen, wie die Volksmudschahedin oder den im Mykonos-Attentat ermordeten Anhänger der Demokratischen Partei Kurdistan-Iran (DPK-I). Des Weiteren galt Darabi unter iranisch-libanesischen Hezbollah-Anhängern in Deutschland als Repräsentant und Leiter der Berliner Filiale der Hisbollah und Herausgeber einer Arabisch-Persisch-sprachigen Studentenzeitung namens AI Wahda („Die Einheit“). Darabi organisierte viele Gegendemonstrationen bei gegen das iranische Regime gerichteten Veranstaltungen von im Exil lebenden Iranern und oppositionellen Gruppen, bei denen es mehrmals zu gewalttätigen Übergriffen seitens der iranisch-libanesischen Hezbollah-Anhänger gegen Oppositionelle kam. Unter Freunden und Besuchern der Imam-Jaffar Sadiq-Moschee war Darabi auf Grund seiner Pilgerfahrt im August 1992 nach Mekka auch unter dem Spitznamen Al-Haddsch bekannt. Neben dem Persischen spricht Darabi fließend Türkisch und Arabisch.

## Verhaftung und Verurteilung
Darabi wurde am 8. Oktober 1992 auf Grund des Haftbefehls des Ermittlungsrichters des Bundesgerichtshofes vorläufig festgenommen und befand sich bis zu seiner Verurteilung durch das Berliner Kammergericht im April 1997 in der Justizvollzugsanstalt Berlin-Moabit in Untersuchungshaft. Nach dreieinhalbjährigem Prozess wurden Darabi und ein weiterer Mittäter, der Libanese Abbas Rhayel aufgrund der Rolle beim Mykonos-Attentat zu lebenslanger Haft in der Justizvollzugsanstalt Tegel verurteilt. Es wurde für Darabi die besondere Schwere der Schuld festgestellt. Im November 2003 kam es zu einer Verlegung Darabis aus der Haftanstalt Berlin-Tegel in die Justizvollzugsanstalt Dresden zur Sicherungsverwahrung in die Isolationshaft. Demnach wurde bekannt, dass Darabi innerhalb der Justizvollzugsanstalt Tegel erste Organisationsstrukturen zwischen den meist arabischstämmigen Mithäftlingen aufbauen konnte. Nach deren Aussagen galt Darabi, der von den Insassen stets mit dem Spitznamen Abu Mehdi angesprochen wurde, als Respektsperson und war äußerst beliebt. Bei der Untersuchung seiner Zelle durch ein Spezialeinsatzkommando der Polizei (SEK) wurde ein illegal eingeschleustes Mobiltelefon gefunden, mit dem Darabi aus der Haft heraus telefoniert haben soll. Laut Behörden führte dieser Anhaltspunkt zum Verdacht der Bildung einer kriminellen Vereinigung innerhalb des Gefängnisses seitens Darabis und zu dessen Fluchtgefahr mit den daraus folgenden Sicherheitsmaßnahmen.

## Entlassung und Abschiebung
Am 11. Oktober 2007 teilte der Generalbundesanwalt beim Bundesgerichtshof als Vollstreckungsbehörde mit, dass nach § 456a StPO in Verbindung mit einer Ausweisung Darabis in den Iran nach 15 Jahren Haft von der weiteren Vollstreckung der Freiheitsstrafe abgesehen werde. Am 10. Dezember 2007 wurde Darabi in den Iran ausgeflogen. Am Flughafen Teheran-Imam Chomeini wurde er in Anwesenheit der iranischen Presse IRNA und IRIB von seiner Familie und dem stellvertretenden Generaldirektor für Europa im iranischen Außenministerium, und weiteren politisch hochrangigen Regimevertretern begrüßt und als „Held der Nation“ geehrt. Das iranische Regime hatte im Vorfeld mehrere Deutsche inhaftiert, um damit die beiden Täter freizupressen.